# Papio kindae
Papio kindae är en primat i släktet babianer som förekommer i södra Afrika. Populationen listades en längre tid som underart till savannbabian (Papio cynocephalus) och godkänns sedan 2013 som art.
Djuret är mindre än savannbabianen och hannar är ungefär lika stora som honor. Ungar av Papio kindae har rödaktig eller sällan vitaktig päls medan ungar av savannbabianen har svart päls. Hos savannbabianens nominatform har svansen en tydlig brytning. Den börjar horisontalt från bålen och efter några centimeter är den lodrätt. Denna brytning saknas hos Papio kindae. Hannar har i genomsnitt en 58 cm lång kropp (huvud och bål) och en cirka 53 cm lång svans. Honor är med en kroppslängd av cirka 56 cm och en svanslängd av ungefär 47 cm bara lite mindre. Hannarnas vikt ligger vid 16 kg och honor väger cirka 10 kg. Papio kindae har allmänt en blekare päls än savannbabianen.
Artens utbredningsområde sträcker sig från norra Angola över södra Kongo-Kinshasa till västra Zambia och sydvästra Tanzania. Papio kindae lever i savannlandskapet Miombo som domineras av trädsläktet Brachystegia.
Liksom hos flera andra babianer som lever i savannen bildas en flock av flera vuxna hannar och honor samt av deras ungar. Det finns inga haremsgrupper (endast en vuxen hanne) som däremot är typiska för mantelbabianen. Genetiska studier tyder på att hannar lämnar sin ursprungliga flock vid könsmognaden medan honor stannar. Vuxna hannar försöker hålla ett vänskapligt förhållande till vuxna honor (främst när hon har en unge) vad troligtvis ökar chansen till parning. Bland annat vårdar hannen honans päls. Hannar kan tidvis bilda ungkarlsflockar efter att de skildes från modern.
Denna babian hotas i delar av utbredningsområdet av landskapets omvandling till jordbruksmark. IUCN listar hela beståndet som livskraftig (LC).